# 上海戏剧界救亡协会
上海戏剧界救亡协会是上海戏剧界成立的抗日组织。

## 歷史
上海戏剧界救亡协会的前身上海话剧界救亡协会成立于中華民国26年（1937年）8月17日。郑伯奇任主席，欧阳予倩、洪深为副主席，马彦祥任秘书长，辛汉文、潘子农、凌鹤、王惕鱼、陈白尘及卡尔登大戏院经理曾焕堂为常务理事。8月20日，上海话剧界救亡协会在卡尔登大戏院召开大会，决定成立13个演剧队，前往中華民國各地进行抗日宣传演剧活动，其中第10队和第12队留守上海。9月，参加纪念九一八事变6周年活动，協會的宣传队分赴各伤兵医院、难民收容所、里弄演出，宣传抗日。
1937年10月3日，田汉、欧阳予倩在卡尔登大戏院二楼经理室主持召开座谈会，郭沫若、于伶、杨帆、胡萍、龚秋霞、辛汉文、周信芳、高百岁、金素琴、金素雯、葛次江、吕君框等20余人参加。在周信芳等倡议下，为更广泛地团结戏剧戏曲界人士，上海话剧界救亡协会改組為上海戏剧界救亡协会。协会下设话剧部和歌剧部。原上海话剧界救亡协会改組為上海戏剧界救亡协会话剧部，歌剧部选出常务理事11人。10月7日,上海戏剧界救亡协会正式成立，周信芳为歌剧部主任，欧阳予倩、高百岁、金素琴、葛次江等为常务理事，曾焕堂为顾问。上海戏剧界救亡协会成立后，组织演员赴上海郊區前沿阵地、难民收容所作宣传慰问演出，参加电台播音募捐救济难民，歌剧部举行剧本座谈会，作出改编演出具有民族意识的传统剧目的决议。10月30日至11月7日，上海戏剧界救亡协会以团体会员身份参加上海文化界救亡协会举办的“保卫大上海”宣传周活动。